# Монастир Святого Георгія Кудунського
Монастир Святого Георгія Кудунського (грец. Μονή Αγίου Γεωργίου Κουδουνά, тур. Aya Yorgi Manastırı) — грецький православний монастир на острові Буйюкада в Мармуровому морі. Вважається найстарішим на Принцевих островах. Дату спорудження відносять до X століття, часів правління імператора Никифора Фоки.
У 1204 році монастир був зруйнований хрестоносцями Четвертого хрестового походу, а в 1302 році спалений піратами. Залишаючи обитель, ченці сховали ікону святого Георгія. За місцевою легендою святий з'явився пастуху і вказав місце приховування ікони. Оскільки ікона була прикрашена дзвіночками (грец. κουδουνάκι), монастир отримав свою назву. Обитель була відновлена і населена у 1751-1752 роках.
У 1781 році монастир став подвір'ям калавритської Лаври. У 1806 році на горі було збудовано кілька «старих келій». В 1821 році під час грецької революції турки, знаючи про співчуття ченців Греції, напали на монастир і вбили насельників. Лише двом переодягненим монахам вдалося втекти. Через деякий час, незважаючи на труднощі, монастир відкрився знову. У 1884 році було побудовано двоповерхову кам'яницю, а в 1908 році архімандрит Діонісій звів церкву. У 1922 році власність монастиря було експропрійовано турецькою державою.
Після смерті Діонісія в монастирі залишився один чернець, який служив до своєї смерті в 1969 році. Його змінив Костянтин Паикопулос. У 1986 році в пожежі згоріли історичні келії. Монастир втратив свій історичний вигляд.
В кінці XX століття монастир став популярним місцем паломництва серед турків-мусульман: в день пам'яті святого Георгія, 23 квітня, в монастир стікається значна кількість турків, які не сповідують християнства.